# Roberta Williams
Roberta Heuer Williams (La Verne, 16 de fevereiro de 1953) é uma das mais respeitadas e conhecidas designers de jogos de computador, e também a jogadora mulher mais influente de seu tempo. Ela é a criadora do Mystery House, o primeiro jogo de aventura com gráficos em tela. Nas décadas de 1980 e 1990, Roberta e seu marido Ken Williams foram figuras líder no desenvolvimento de jogos de aventura gráficos. Juntos fundaram a empresa On-Line Systems, que mais tarde tornou-se a Sierra.
O lendário dom de criar histórias de Williams foi mostrado em séries de jogos como King's Quest, The Dagger of Amon Ra e Phantasmagoria.
A carreira de Williams baseia-se em uma lista de trabalhos completa e ativa por duas décadas, que teve uma grande contribuição para a indústria dos jogos eletrônicos. Apesar da Sierra ter sido vendida em 1996, os créditos de produção de Williams continuam até 1999. Ela contribuiu para os campos de design de jogos, produção, conteúdo e som.
Roberta e Ken casaram-se aos 19 anos. Eles tiveram dois filhos. A sua contribuição para o mundo dos jogos foi parcialmente retratada no livro Hackers, em forma de crônicas.
O último estado conhecido da família de Williams foi documentado numa entrevista de uma publicação de jogos asiática. A entrevista dizia que eles tinham construído uma casa no México e que planejariam mudar-se para lá por um tempo. Na entrevista, Williams prometeu seu retorno para a indústria de jogos assim que ela descobrir como combinar o gênero de aventura com MMOG.